# David Edgar
David Edward Edgar, mais conhecido como David Edgar (Kitchener, 19 de maio de 1987), é um futebolista canadense que atua como zagueiro. Atualmente, joga pelo Forge FC, do Canadá.

## Títulos
Forge FC
- Canadian Premier League: 2019